# Чарлз Остин
Вижте пояснителната страница за други личности с името Остин.
Сър Чарлз Джон Остин (на английски: Sir Charles John Austen) е британски флотски офицер, контраадмирал от военноморските сили, Компаньон на Ордена на банята. Участник във Френските революционни войни, Наполеоновите войни и др. По-малък брат на адмирал Франсис Остин и писателката Джейн Остин.
Умира по време на Втората колониална война в Британска Бирма.